# Ráfales (kommunhuvudort)
Ráfales är en kommunhuvudort i Spanien.   Den ligger i provinsen Provincia de Teruel och regionen Aragonien, i den östra delen av landet, 300 km öster om huvudstaden Madrid. Ráfales ligger 634 meter över havet och antalet invånare är 175.
Terrängen runt Ráfales är lite kuperad. Runt Ráfales är det mycket glesbefolkat, med 5 invånare per kvadratkilometer. Närmaste större samhälle är Valderrobres, 12,0 km öster om Ráfales. Trakten runt Ráfales består till största delen av jordbruksmark.